# Gobiop
El gobiop (Gobiops desertus) és una espècie extinta d'amfibi temnospòndil, l'única del gènere Gobiops. Pertany a la família Brachyopidae.
Van viure en el Juràssic i el Cretaci a Mongòlia, la Xina, i possiblement el Kirguizstan. El gènere és representat per una espècie sola, Gobiops desertus. Va ser anomenat l'any 1991, en el jaciment de Shar Teeg Beds (Mongòlia) del Juràssic superior. El material addicional va ser descrit l'any 2005 del jaciment Toutunhe Formation a Junggar Basin (Xina) pertanyent al Juràssic mitjà. El poc conegut gènere Ferganobatrachus, (1990-Shar Teeg Beds), és probablement sinònim amb Gobiops.